# Nowe Osiny
Nowe Osiny – wieś sołecka w Polsce położona w województwie mazowieckim, w powiecie mińskim, w gminie Mińsk Mazowiecki. Leży na wschód od miasta, na północ od Osin. W pobliżu miejscowości przepływa struga Srebrna dopływ Mieni.
W latach 1975–1998 miejscowość administracyjnie należała do województwa siedleckiego.
We wsi znajduje się klasztor Karmelitanek Bosych. 25 marca 2000 roku do niewykończonego jeszcze w pełni budynku wprowadziło się 6 sióstr zakonnych z Warszawy i zaczęło regularne życie zakonne w nowym budynku.
Klasztor został erygowany dekretem z 8 grudnia 2001.
Wieś posiada klub sportowy o nazwie Dragon Nowe Osiny.
Wierni Kościoła rzymskokatolickiego należą do parafii cywilno-wojskowej św. Michała Archanioła w Mińsku Mazowieckim.